# مغالطة التفكيك

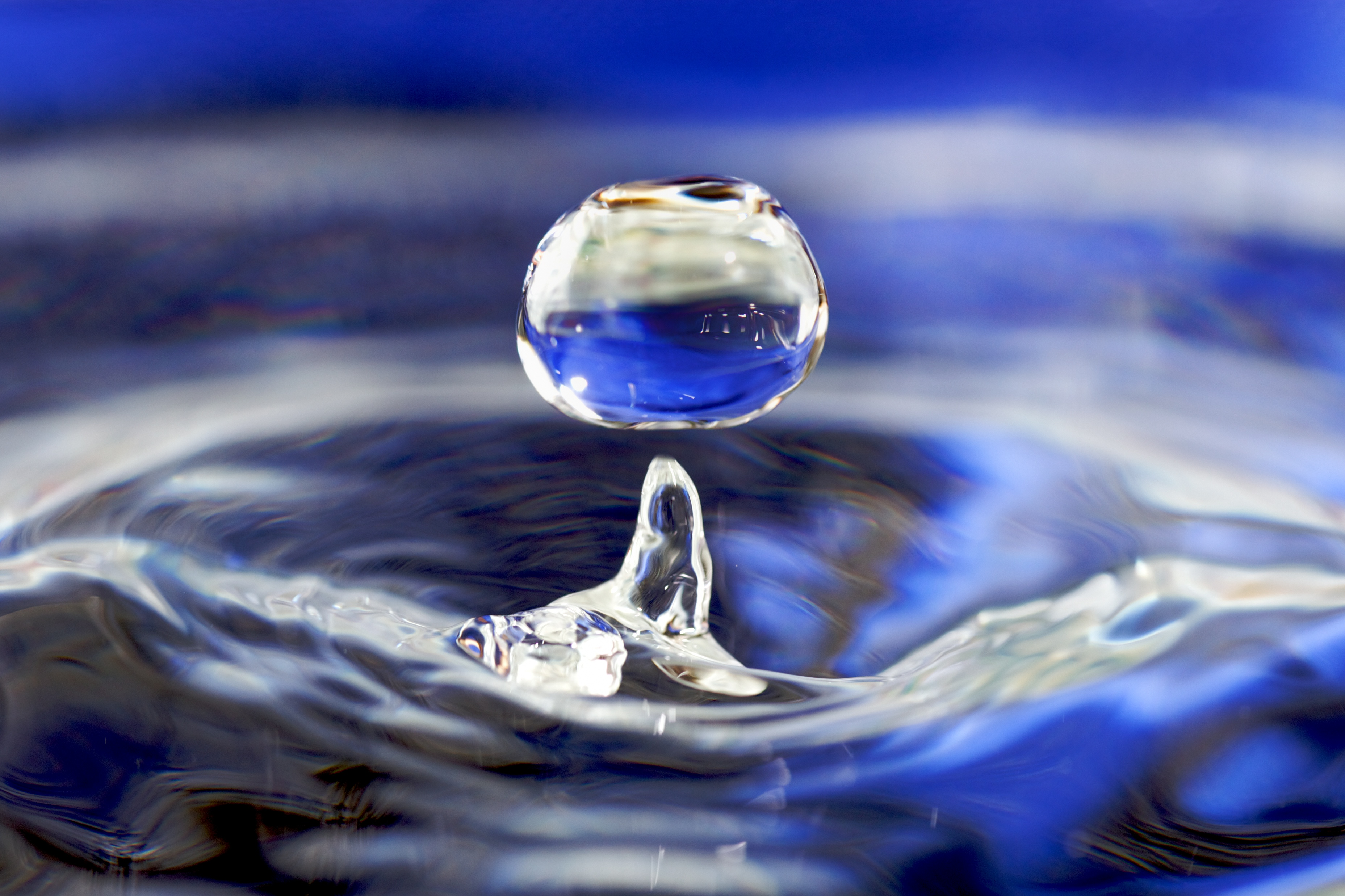

مغالطة التفكيك ويتم ارتكابها حين يستدل شخص بأن ماهو صحيح بالنسبة للكل، فهو صحيح بالنسبة لجميع الأجزاء، وبدون تقديم مسوغات لهذا الاستدلال.
وهناك نوعان من هذه المغالطة:
النوع الأول، حينما يستدل شخص بأن ماهو صحيح بالنسبة للكل، يجب أن يكون صحيحاً بالنسبة لكل الأجزاء وبدون أن يقدم مسوغات منطقية لهذا الاستدلال. وتسير على النحو التالي:
1. كل س، لديها الخصائص التالية: أ، ب، ج..
2. إذن، كل الأجزاء في س، لديها الخصائص التالية: أ، ب، ج..

وهذه المغالطة واضحة بالمثال التالي: 4 عدد زوجي، إذن 1 و 3 يجب أن يكونا زوجيان.
ولكن هناك حالات لا تنطبق عليها هذه المغالطة وذلك حين يكون هناك مسوغ منطقي للاستدلال. فمثلا الجسم البشري مكون من مادة، ومن هنا يعتبر معقولاً أن تستنتج أن الأجزاء التي تكون الجزء البشري أيضا مكونة من مادة. لأنه لايوجد أي سبب للاعتقاد بأن الجسم مكون من مكونات غير مادية وتتحول إلى مادية حين تتحد معاً.
النوع الثاني من هذه المغالطة يتم ارتكابه حينما يتم رسم استنتاجات عن خصائص أفراد المجموعة بناء على خصائص المجموعة ككل، بدون وجود مسوغات منطقية تدعم هذا الاستدلال. وهذه المغالطة تسير على النحو التالي:
1. إجمالا، مجموعة (س) تملك الخصائص التالية: أ، ب، ج..
2. إذن، الأجزاء التي تكون (س) تملك الخصائص التالية: أ، ب، ج...

وهذا النمط يعتبر مغالطة كما في المثال الآتي: «الرياضيون، كمجموعة، هم لاعبو كرة قدم، ولاعبو كرة سلة وسباحون. إذن، كل رياضي يجب ان يكون لاعب كرة قدم، لاعب كرة سلة، وسباح».
ولكن قد يكون هناك مسوغات منطقية تسوغ مثل هذا الاستدلال، فمثلا، «قطة أ من الثديات، لأن كل القطط من الثديات». فعبارة «كل القطط من الثديات» هنا تعتبر مسوغ منطقي يجعلنا نستنتج صفات الجزء من الكل.

## أمثلة
- «الكرة زرقاء، إذن كل الذرات التي تكون شكل الكرة هي أيضاً زرقاء»
- «خالد يسكن في بناية كبيرة. إذن شقته التي يسكن فيها لابد أن تكون كبيرة»

## تاريخياً
تم تناول كل من مغالطة التفكيك ومغالطة التركيب من قبل أرسطو في الدحض السفسطائي.
في فلسفة الأناكساغوراس اليونانية القديمة كما ادعى الذري الروماني لوكريتيوس فقد كان من المفترض أن الذرات التي تشكل مادة ما يجب أن تتمتع بنفس الخصائص الملحوظة لهذه المادة وبالتالي فإن ذرات الماء ستكون رطبة وذرات الحديد ستكون صلبة وذرات الصوف ستكون ناعمة وما إلى ذلك. تسمى هذه العقيدة هوموإيوميريا وتعتمد على مغالطة التفكيك.